# Erik 2. af Sønderjylland
Erik 2. (ca. 1288 – 12. marts 1325), den eneste jævnbyrdige og legitime søn af hertug Valdemar 4. Erikssøn, var 1312-1325 hertug af Sønderjylland. Han blev begravet i Slesvig Domkirke i Slesvig by.

## Liv og virke
Han var den første hertug af Abelslægten, der umiddelbart blev arvelig forlenet med Sønderjylland af kongen den 7. juli 1312 ved Warnemünde i Mecklenburg. Forklaringen på dette er, at fyrstendømmet Rostock i 1301-1323 var den danske krones len. Erik ønskede ligeledes at blive forlenet med Langeland efter sin afdøde farbror, Erik Erikssøn Langben (1272-1310), der døde uden at efterlade børn. Kong Erik 6. Menved Erikssøn havde vanskeligheder pga. uroligheder i landet, og derfor afsluttede han i Horsens d. 9. august 1313 et forlig med hertug Erik. På denne måde fik han krongodset i Sønderjylland tilkendt. 
Alligevel var der uoverensstemmelser og mæglinger mellem dem næsten hvert år. Erik 2. tog i 1318 Langeland fra Erik Langbens enke, Sophia Burghardsdatter af Querfurt-Rosenburg (død 1325), og efter kong Eriks død i november 1319 kom det til en kortvarig arvestrid mellem Erik 2. og kongens bror Christoffer, der blev valgt til konge i januar 1320. Erik opnåede nu også at blive arvelig forlenet med Langeland, og dermed havde han sikret sit herredømme godt.

## Familie
Erik 2. giftede sig i 1313 med Adelheid Heinrichsdatter af Holsten-Rendsborg (død januar 1350). Sammen fik de sønnen Valdemar, der var mindreårig ved faderens død, og datteren Helvig, der i 1340 blev gift med Valdemar 4. Atterdag.